# Крисп, Терри
Терранс Артур Крисп (англ. Terrance Arthur Crisp; 28 мая 1943, Парри-Саунд, Онтарио, Канада) — профессиональный хоккеист, центральный нападающий и хоккейный тренер. Трёхкратный обладатель Кубка Стэнли (1974, 1975 в качестве игрока; 1989 в качестве главного тренера). В настоящее время он работает теле- и радиоведущим «Нэшвилл Предаторз» на Bally Sports South.

## Игровая карьера

### Юниорская карьера
Крисп начал свою карьеру, играя в хоккей младшего B в хоккейной команде «St.Marys Lincolns» из OHA-B. В сезоне 1960/61 он побил рекорд Фила Эспозито по результативности в OHA-B, набрав в 31 матче 120 (49+71) очков. С 1961 по 1963 год выступал в OHA-Jr. за «Ниагара Фоллс Флайерз». С 1963 по 1965 выступал в CPHL за «Миннеаполис Брюинз», а в сезоне 1965/66 за «Оклахому-Сити Блейзерс».

### Карьера в НХЛ

#### Бостон Брюинз
В сезоне 1965/66 провёл свои три первых матча в НХЛ за «Бостон Брюинз», не отметившись результативными баллами.

#### Сент-Луис Блюз
На драфте расширения 1967 был выбран в 8-м раунде под общим 48-м номером командой «Сент-Луис Блюз». В составе команды из Миссури он трижды подряд выходил в Финал Кубка Стэнли, однако «Блюз» ни разу не смогли одержать и одной победы за 3 сезона в Финале. В сезоне 1971/72 установил для себя лучшие показатели в карьере, набрав в 75 встречах 31 (13+18) очков.

#### Нью-Йорк Айлендерс
На драфте расширения 1972 был выбран под общим 19-м номером командой «Нью-Йорк Айлендерс». За «Айлендерс» провёл 54 матча, в которых набрал 20 (4+16) очков, после чего был обменян в «Филадельфию Флайерз» на Жана Потвена. Считается, что обмен был заключён потому что островитяне, которые имели первый общий выбор на предстоящем драфте, намеревались выбрать Дени Потвена и считали, что его старший брат в команде соблазнит его подписать контракт с «островитянами», что в результате и произошло.

#### Филадельфия Флайерз
Остаток карьеры провёл в клубе «Филадельфия Флайерз», выступая за них с 1973 по 1977 год. В сезоне 1973/74 повторил собственный рекорд по набранным очкам, набрав 31 (10+21) очко в 71 игре регулярного сезона, помимо этого обновив собственный ассистентский рекорд. В 1974 и 1975 году вместе с командой стал обладателем Кубка Стэнли, а в 1976 дошёл до Финала Кубка Стэнли, где «Флайерз» уступили «Монреаль Канадиенс» в четырёх матчах. В сезоне 1975/76 провёл за команду лишь 2 матча, после чего в возрасте 33 лет завершил игровую карьеру. За 11 сезонов в НХЛ он набрал 201 очко (67+134) в 536 матчах.

## Игровой стиль
Криспа считают универсальным плеймейкером с сильной трудовой этикой. Он уделял пристальное внимание защите - качеству, которое помогло ему стать универсальным игроком.

## Тренерская карьера

### Филадельфия Флайерз
В сезонах 1977/78 и 1978/79 занимал пост ассистента главного тренера «Филадельфии Флайерз» Фреда Шеро.

### Су Грейхаундз
С 1979 по 1985 год был главным тренером клуба ОХЛ «Су Грейхаундз». В 1985 году клуб под руководством Криспа стал обладателем Кубка Джей Росса Робертсона, ежегодно вручаемого победителю плей-офф ОХЛ, в 1983 и 1985 обладателем Эммс Трофи — приза, вручаемого победителю Центрального Дивизиона ОХЛ. Также в 1981, 1983 и 1985 «Су Грейхаундз» стал обладателем приза, вручаемого победителю регулярного сезона (Гамильтон Спектэтор Трофи). Сам Крисп дважды стал обладателем Мэтт Лейдэн Трофи — приза, ежегодно вручаемому лучшему тренеру Хоккейной лиги Онтарио в 1983 и 1985 годах. Также в 1985 «Су Грейхаундз» установили рекорд, победив в домашних встречах 33 игры подряд. Помимо этого, «Грейхаундз» приняли участие в Мемориальном кубке, заняв третье место, уступив в полуфинале будущим чемпионам «Принц Альберт Рэйдерс» со счётом 3:8.

### Монктон Голден Флэймз
С 1985 по 1987 был главным тренером фарм-клуба «Калгари Флэймз» — «Монктон Голден Флэймз». В обоих сезонах команда заняла третье место в северном дивизионе, пройдя лишь раз первый раунд.

### Калгари Флэймз
Благодаря собственным тренерским успехам и после двух лет работы в качестве главного тренера филиала «Калгари» в Монктоне, Крисп был назначен главным тренером «Калгари Флэймз» в 1987 году. В первом же сезоне команда стала обладателем Президентского Кубка, набрав 105 очков в 80 встречах, смогла пройти первый раунд, но уступила «Эдмонтон Ойлерз» во втором раунде, проиграв все 4 матча. В следующем сезоне команда из Альберты вновь стала обладателем Президентского Кубка. Помимо этого, «Флэймз» стали обладателями Кубка Стэнли. В сезоне 1989/90 «Калгари» в третий раз подряд заняли первое место в дивизионе Смайта, но уже в первом раунде уступили «Лос-Анджелес Кингз» в шести матчах. Несмотря на хорошие показатели и чемпионство в 1989 году, Крисп и некоторые игроки команды не ладили друг с другом. По окончании сезона 1989/90 Терри Крисп был уволен с поста главного тренера «Калгари Флэймз».

### Сборная Канады
На Олимпийских играх 1992 года во французском Альбервиле был ассистентом главного тренера сборной Канады Дэйва Кинга. Канадцы стали обладателями серебряной медали, уступив в финале Сборной СНГ по хоккею с шайбой со счётом 1:3.

### Тампа-Бэй Лайтнинг
Крисп стал первым главным тренером в истории «Тампы-Бэй Лайтнинг» и занимал данную должность с 1992 по 1997 годы. Первые три года команда оставалась за бортом плей-офф. В сезоне 1995/96 «Лайтнинг» впервые попали в плей-офф, но уже в первом раунде уступили «Филадельфии Флайерз» в шести матчах. В сезоне 1996/97 команда вновь не смогла попасть в плей-офф, заняв 11-е место и отставая от зоны плей-офф всего лишь на 3 очка. После неудачного старта в сезоне 1997/98, где в одиннадцати матчах «Лайтнинг» одержали лишь 2 победы, Терри Крисп был уволен с поста главного тренера «Тампы-Бэй». Канадца изначально заменили на Рика Пэтерсона, однако «Лайтнинг» проиграли при нём шесть игр из шести, а самого Пэтерсона вскоре сменили на Жака Демера. На момент увольнения Терри являлся тренером, который провёл больше всех матчей за новую франшизу со времён драфта расширения. Лишь после данное достижение превзошёл Барри Троц, который занимал пост главного тренера «Нэшвилл Предаторз» с 1998 по 2014 год.

## Карьера комментатора
Крисп был аналитиком в Финалах Кубка Стэнли 1998 и 1999, после чего несколько сезонов в данной должности провёл на TSN. Он работал студийным аналитиком в TSN во время чемпионатов мира по хоккею с шайбой 2000, 2002 и 2003 годов. С сезона 1998/99 он был приглашён на аналогичную должность в «Нэшвилл Предаторз» на Fox Sports Tennessee (ныне Bally Sports South), в качестве второго комментатора, где по 2014 исполнял данную роль. Ныне он является аналитиком в перерыве между периодами. Крисп также ведёт собственное радио-шоу «Extra Crispy» на флагманской радиостанции «Предаторз», 102.5 The Game. Вдобавок у него есть рубрика «Crispy’s clipboard».

## Личная жизнь
Терри и его жена Шейла сейчас проживают в Нэшвилле. У них трое детей - сыновья Тони и Джефф, дочь Кейли и девять внуков.

## Игровая статистика
| 1961–62     | Ниагара Фоллс Флайерз  | OHA         | 50  | 16 | 22  | 38  | 57  | 10  | 1  | 6  | 7  | 6  |
| 1962–63     | Ниагара Фоллс Флайерз  | OHA         | 50  | 39 | 35  | 74  | 68  | 9   | 5  | 12 | 17 | 10 |
| 1962–63     | Ниагара Фоллс Флайерз  | MC          | —   | —  | —   | —   | —   | 16  | 11 | 12 | 23 | 22 |
| 1963–64     | Миннеаполис Брюинз     | CPHL        | 42  | 15 | 20  | 35  | 22  | —   | —  | —  | —  | —  |
| 1964–65     | Миннеаполис Брюинз     | CPHL        | 70  | 28 | 34  | 62  | 22  | 5   | 0  | 2  | 2  | 0  |
| 1965–66     | Бостон Брюинз          | НХЛ         | 3   | 0  | 0   | 0   | 0   | —   | —  | —  | —  | —  |
| 1965–66     | Оклахома-Сити Блэйзерс | CPHL        | 61  | 11 | 22  | 33  | 35  | 9   | 1  | 5  | 6  | 0  |
| 1966–67     | Оклахома-Сити Блэйзерс | CPHL        | 69  | 31 | 42  | 73  | 37  | 11  | 3  | 7  | 10 | 0  |
| 1967–68     | Сент-Луис Блюз         | НХЛ         | 73  | 9  | 20  | 29  | 10  | 18  | 1  | 5  | 6  | 6  |
| 1968–69     | Сент-Луис Блюз         | НХЛ         | 57  | 6  | 9   | 15  | 14  | 12  | 3  | 4  | 7  | 20 |
| 1968–69     | Канзас-Сити Блюз       | CHL         | 4   | 1  | 1   | 2   | 4   | —   | —  | —  | —  | —  |
| 1969–70     | Сент-Луис Блюз         | НХЛ         | 26  | 5  | 6   | 11  | 2   | 16  | 2  | 3  | 5  | 2  |
| 1969–70     | Баффало Байзонс        | АХЛ         | 51  | 15 | 34  | 49  | 14  | —   | —  | —  | —  | —  |
| 1970–71     | Сент-Луис Блюз         | НХЛ         | 54  | 5  | 11  | 16  | 13  | 6   | 1  | 0  | 1  | 2  |
| 1971–72     | Сент-Луис Блюз         | НХЛ         | 75  | 13 | 18  | 31  | 12  | 11  | 1  | 3  | 4  | 2  |
| 1972–73     | Нью-Йорк Айлендерс     | НХЛ         | 54  | 4  | 16  | 20  | 6   | —   | —  | —  | —  | —  |
| 1972–73     | Филадельфия Флайерз    | НХЛ         | 12  | 1  | 5   | 6   | 2   | 11  | 3  | 2  | 5  | 2  |
| 1973–74     | Филадельфия Флайерз    | НХЛ         | 71  | 10 | 21  | 31  | 28  | 17  | 2  | 2  | 4  | 4  |
| 1974–75     | Филадельфия Флайерз    | НХЛ         | 71  | 8  | 19  | 27  | 20  | 9   | 2  | 4  | 6  | 0  |
| 1975–76     | Филадельфия Флайерз    | НХЛ         | 38  | 6  | 9   | 15  | 28  | 10  | 0  | 5  | 5  | 2  |
| 1976–77     | Филадельфия Флайерз    | НХЛ         | 2   | 0  | 0   | 0   | 0   | —   | —  | —  | —  | —  |
| Всего в НХЛ | Всего в НХЛ            | Всего в НХЛ | 536 | 67 | 134 | 201 | 135 | 110 | 15 | 28 | 43 | 40 |

## Тренерская статистика

### В НХЛ
| Сезон       | Команда            | И   | В   | П   | Н  | %    | Плей-офф                                |
| ----------- | ------------------ | --- | --- | --- | -- | ---- | --------------------------------------- |
| 1987–88     | Калгари Флэймз     | 80  | 48  | 23  | 9  | .656 | Поражение во 2-м раунде (Эдмонтон)      |
| 1988–89     | Калгари Флэймз     | 80  | 54  | 17  | 9  | .731 | Победа в финале Кубка Стэнли (Монреаль) |
| 1989–90     | Калгари Флэймз     | 80  | 42  | 23  | 15 | .619 | Поражение в 1-м раунде (Лос-Анджелес)   |
| 1992–93     | Тампа-Бэй Лайтнинг | 84  | 23  | 54  | 7  | .315 | не участвовали                          |
| 1993–94     | Тампа-Бэй Лайтнинг | 84  | 30  | 43  | 11 | .423 | не участвовали                          |
| 1994–95     | Тампа-Бэй Лайтнинг | 48  | 17  | 28  | 3  | .385 | не участвовали                          |
| 1995–96     | Тампа-Бэй Лайтнинг | 82  | 38  | 32  | 12 | .537 | Поражение в 1-м раунде (Филадельфия)    |
| 1996–97     | Тампа-Бэй Лайтнинг | 82  | 32  | 40  | 10 | .451 | не участвовали                          |
| 1997–98     | Тампа-Бэй Лайтнинг | 11  | 2   | 7   | 2  | .273 | уволен                                  |
| Всего в НХЛ | Всего в НХЛ        | 631 | 286 | 267 | 69 | .508 |                                         |